# Bibloplectus leviceps
Bibloplectus leviceps är en skalbaggsart som först beskrevs av Thomas Casey 1884.  Bibloplectus leviceps ingår i släktet Bibloplectus och familjen kortvingar. Inga underarter finns listade i Catalogue of Life.